# Johan Nygaardsvold
Johan Nygaardsvold (Hommelvik, 6 september 1879 - Trondheim, 13 maart 1952) was een Noors politicus voor de Arbeiderpartiet.
Nygaardsvold werd in 1916 verkozen tot volksvertegenwoordiger en bleef in die functie tot 1949. In 1928 was hij korte tijd minister van Landbouw bij de eerste regeringsdeelname van de Arbeiderspartij van Noorwegen. Van 1934 tot 1935 was hij voorzitter van het Storting en vervolgens eerste minister in een coalitie van socialisten en de Bondepartiet (boerenpartij). De Arbeiderspartij  zou (op een maand na in 1963) onafgebroken in de regering blijven. Eerste minister Nygaardsvold introduceerde verschillende sociale hervormingen en voerde een politiek van openbare werken, zoals de bouw van sociale woningen. In 1940 weigerde hij een ultimatum  van Hitler. Na de inval door de Duitsers, ging hij met zijn regering naar Londen in ballingschap. Johan Nygaardsvold nam kort na de bevrijding van Noorwegen ontslag als eerste minister.
- Bibsys: 90063794
- Bibliothèque nationale de France: cb17728346t (data)
- Gemeinsame Normdatei: 123997720
- International Standard Name Identifier: 0000 0000 2237 889X
- KulturNav: edbc1966-a4e7-46aa-9b57-bccbd5574843
- Library of Congress Control Number: n83145906
- Nederlandse Thesaurus van Auteursnamen: 095896058
- Virtual International Authority File: 15693519
- WorldCat: E39PBJqbpWkbw7PJk9CYMMM3wC